# 杨建华 (1953年)
杨建华，男，中国共产党和中华人民共和国政治人物、軍事人物，第十二屆全國人民代表、中國人民解放軍少將。

## 生平

### 家庭
父親是开国上将杨得志，岳父为开国少将王六生。

### 職務
曾任原南京军区常委、联勤部部长、第十二屆全國人民代表

 。